# أرتور جينتيلي
أرتور جينتيلي (بالإيطالية: Arturo Gentili)‏ هو لاعب كرة قدم إيطالي في مركز الهجوم، ولد في 5 فبراير 1936 في Stezzano ‏ في إيطاليا، وتوفي بنفس المكان في 25 مايو 2021. لعب مع أتالانتا ونادي تريستينا ونادي فاريسي.